# رامون خیل
رامون خیل (اسپانیایی: Ramón Gil‎; ۱۶ اوت ۱۸۹۷ – ۱۸ ژانویهٔ ۱۹۶۵) بازیکن فوتبال اهل اسپانیا بود.
از باشگاه‌هایی که در آن بازی کرده‌است می‌توان به باشگاه فوتبال سلتاویگو اشاره کرد.